# Jamie Bochert
Jamie Bochert (New Brunswick (New Jersey), 4 dicembre 1978) è una modella statunitense.

## Carriera
Jamie Bochert viene notata da un agente nel 2002, mentre lavorava come cameriera presso un ristorante di Los Angeles. La modella debutta sulle passerelle parigine di Ann Demeulemeester nel marzo 2002 e viene immediatamente notata per il suo look androgino, che a settembre dello stesso anno le permette di apparire sulla copertina della rivista i-D. Nei mesi successivi la Bochert sfilerà per varie griffe fra cui Diane von Fürstenberg, Missoni, Pucci, Roberto Cavalli, Jean Paul Gaultier, Viktor & Rolf, Christian Lacroix e Givenchy.
A maggio 2003 Jamie Bochert è la protagonista del documentario Models: The Real Skinny. Nonostante la popolarità acquisita nel 2004 Jamie Bochert annuncia il proprio ritiro dalle passerelle, benché nel 2008 ritornerà a lavorare, firmando nuovi contratti con le agenzie Women Management e Elite Model Management.
Nel corso della propria carriera Jamie Bochert è stata protagonista delle campagne pubblicitarie di Dolce & Gabbana, Furla, Gucci, Lanvin, Marc Jacobs, Nars e Sisley. Dal 2010 è inoltre la nuova testimonial di Lanvin. È inoltre comparsa sulle copertine di Numéro, French, Vogue Italia (fotografata da Steven Meisel), i-D e The Face.

## Agenzie
- Women Management - New York
- Elite Model Management - Milano, Parigi
- Switch Models